# Pedro Reséndiz
Pedro Arturo Reséndiz Vera (San Miguel, Hidalgo, México, 15 de diciembre de 1974) es un exfutbolista mexicano que jugaba en la posición de delantero, su primer club profesional fue el tradicional Cruz Azul de la Primera División de México.

## Trayectoria
Inició su carrera con el Cruz Azul Hidalgo pero ya ha tenido la oportunidad de jugar en el primer equipo desde el Invierno 98. Su mejor logro hasta el momento ha sido el gol que anotó en el partido de ida de la Final del Invierno 99. Ahora en Atlético Celaya tratará de darle solidez al cuadro cajetero, tras la salida de Luis Fernando Soto.
En el invierno 2001 regresa a Cruz Azul donde no logra el puesto de titular ante la competencia que tenía el club.
Luego de su discreto paso por Cruz Azul fue transferido al siguiente torneo a Tecos de la UAG donde logra afianzarse en el cuadro titular y logró su mejor marca con 5 goles en el verano 2002. Para el apertura 2003 jugó en Cruz Azul Oaxaca donde desapareció y culminó su carrera en 2007 luego de no tener club.

### Clubes
| Club                | País                | Año         | Partidos | Goles | Media |
| ------------------- | ------------------- | ----------- | -------- | ----- | ----- |
| Cruz Azul Hidalgo   | México              | 1995 - 1997 | 32       | 4     | 0.13  |
| Cruz Azul           | México              | 1998 - 2000 | 24       | 2     | 0.08  |
| Atlético Celaya     | México              | 2000 - 2001 | 22       | 5     | 0.23  |
| Cruz Azul           | México              | 2001        | 5        | 0     | 0     |
| Tecos de la UAG     | México              | 2002 - 2003 | 28       | 3     | 0.11  |
| Cruz Azul Oaxaca    | México              | 2003 - 2005 | 43       | 6     | 0.14  |
| Total en su carrera | Total en su carrera | 1995 - 2005 | 154      | 20    | 0.13  |

## Estadísticas

### Resumen estadístico
| Competencia                | Partidos | Goles |
| -------------------------- | -------- | ----- |
| Primera División de México | 77       | 10    |
| Liga de Ascenso de México  | 75       | 17    |
| Total                      | 152      | 27    |

## Selección nacional
Fue internacional en la selección de fútbol sub-17 de México donde jugó 2 partidos.

### Participaciones en Copas del mundo
| Mundial                               | Sede   | Resultado    |
| ------------------------------------- | ------ | ------------ |
| Copa Mundial de Fútbol Sub-17 de 1991 | Italia | Primera fase |